# Polyphème (gabare)
Pour les articles homonymes, voir Polyphème (homonymie).
Le Polyphème est une gabare à vapeur de la Marine nationale française. Ce navire auxiliaire de la classe Titan est lancé en 1900. Il dépend de la direction du port de Toulon. Pendant trente-huit ans il assure des travaux portuaires, concours à divers tâches (relevage d'épaves de navires, mouillage de bouées météo…) et de représentation. Au début de la Seconde Guerre mondiale, devenu non automoteur il permet la manœuvre dans la passe de Port-Cros des filets anti-sous-marins. En 1948 il finit coulé comme brise-lames au port Ayguade du Levant à l'île du Levant.

## Caractéristiques
Elles répondent à celle de la classe Titan, :
- longueur hors-tout : 42,98 m ;
- longueur entre perpendiculaires : 40,06 m ;
- largeur : 7,72 m ;
- tirant d'eau : 3,25 m ;
- tonnage : 327 tonneaux ;
- propulsion : 1 machine à vapeur ;
- puissance : 450 ch ;
- vitesse : 10 nd.

## Histoire
Après un marché du 15 décembre 1897 auprès de la Société de travaux Dyle et Bacalan près de Bordeaux, il est livré à la Marine en juin 1900. 
En février 1903, avec la gabare à vapeur Dromadaire et les navires-citernes l’Arrosoir et le Filtre, de la direction du port de Toulon, il tente pendant deux semaines en vain de renflouer le contre-torpilleur Espingole, coulé le 4 février au cap Lardier après avoir heurté la roche Sec de Taillat,. En octobre 1906, il concourt aux opérations de sauvetage du sous-marin Lutin à Bizerte. Après un échouage près d'Agde, le 27 février 1909, il est remis à flot quelques jours plus tard. Le 10 mars 1912 avec le remorqueur Samson, il remet à flot le paquebot Valdivia, de la Société générale des transports maritimes à vapeur (SGTM). Lors de sa première sortie, ce dernier s'échoue à la pointe de l’Esterel sur la route de Gênes puis il poursuit en absence d'avarie. Du 2 janvier au 27 février 1916 il prend part à l'évacuation d'Albanie et à l'occupation de Corfou.  En décembre 1922, avec le remorqueur Marius-Chambon de la Société générale de remorquages et de travaux maritimes, il remet à flot le paquebot Gouverneur-Général-Tirman, de la Compagnie de navigation mixte, échoué le 8 décembre devant Port-Vendres. Du 2 au 7 janvier 1927 il renfloue les remorqueurs Marseillais 14 et Marseillais 30, de Société générale de remorquages et de travaux maritimes, qui après une collision en se dirigeant vers Sète par mauvais temps ont échoué.
Radié des listes de la flotte le 1er janvier 1939 suivant la directive ministérielle 16026 CN 6 du 27 octobre 1938, il est affecté au groupe des chalands chauffeurs par la directive ministérielle 689 CN 6 du 16 février 1939. Le 3 septembre 1939, il est mouillé comme ponton dans la passe de Port-Cros — entre les îles de Porquerolles et de Port-Cros. Il est gardien de barrage non automoteur chargé de la manœuvre de la porte des filets anti-sous-marins. Le 27 novembre 1942 il est sabordé comme le reste de la flotte à Toulon, en ouvrant ses vannes entre l'île de Port-Cros et l'île de Bagaud,. 
Entre l'été et l’automne 1943, il fait partie des onze navires figurant dans premier film sous-marin tourné à l'aide de scaphandres autonomes Épaves de Jacques-Yves Cousteau. Il apparait alors simplement posé « par quinze mètres de fond, entrainant avec lui les filets du barrage. La pomme du mât est au ras de l'eau. » Une séquence visualise notamment une descente de Frédéric Dumas le long des vergues et des haubans, puis sa disparition et sa réaparition dans le panneau des machines,.  
Ce n'est que le 1er avril 1948 que le scaphandrier van Oudenhove entreprend les opérations de renflouements. Ramené à Toulon, il est rasé à plat pont et coulé comme brise-lames à l'Ayguade du Levant (île du Levant) en septembre 1948. Ce brise-lames se délite et il s'avère progressivement insuffisant. Ceci conduit en 1967 à la mise en place de l'ex-Benzène.

## Commandants
- 1906 : Faure (lieutenant de vaisseau)[5] ;
- 1916 : Marie Daniel Régis Bérenger (enseigne de vaisseau de 1e classe)[17].

## Classe Titan
Trois navires appartiennent à la classe Titan :
- le Polyphème (1900-1938) relève de la direction du port militaire de Toulon ;
- le Titan (1900-1940) relève de la direction du port militaire de Brest. Le 18 juin 1940 il est abandonné dans le port de Brest lors de l’arrivée des troupes allemandes[18]  ;
- le Vulcain (1907-1942) relève de la direction du port de Bizerte. Ce dernier est rebaptisé Antée en 1921 pour céder le nom de Vulcain au navire atelier Kronstadt acheté à la flotte de l'Armée blanche.